# 녹시율
녹시율(綠視率, Index of Greenness)은 '일정 지점에 서 있는 사람의 시계(視界)내에서 식물의 잎이 점하고 있는 비율'을 말한다. 기존에 사용되는 녹지율이 평면적이고 수평적인 한계를 극복하고자 일본에서 개발된 개념이다. 
가로 녹시율 산출방법은 우선적으로 대상지 내 가로 유형별로 대표성을 가지는 표본지를 선정한 후, 각 표본지에서 50mm 표준렌즈를 장착한 일안반사식 디지털카메라를 사용하여 가로 중용에 서서 1.5m 내외의 눈높이에서 가로의 소실점을 사진 중앙에 위치시킨 입면 가로경관 사진을 촬영하고, 이 사진에서 사진 전체 면적 중 살아 있는 식물 잎의 영상이 차지하는 면적 비율을 산출한다. 단, 관찰자의 이동경로가 차량이용자와 보행자가 다른 점을 감안하여 차도와 보도가 분리된 도로의 경우 별개로 녹시율을 산출한다.

## 녹시율 산출 식
100 X 사진에서 식물 잎의 면적 / 가로 경관 사진 면적 = 녹시율(%)

## 지표 측정 및 산출 시 유의점
1. 실제 사람의 눈으로 파악하는 것과 유사해야 한다.
2. 녹시율의 효과가 식물의 생명현상에서 기인하므로 이를 대변하도록 산출 대상이 결정되어야 한다.
3. 비교 가능한 지표가 되기 위해서는 사진촬영 구도 및 산출방법이 손쉬워야 한다.
4. 측정 결과물이 대상 가로를 대표할 수 있고 지표산출이 반복 가능해야 한다.

## 같이 보기
- 녹지율
- 조경 면적율
- 식재 면적율
- 자연지반 녹지율
- 녹피율